# 안드루스 안시프
안드루스 안시프(에스토니아어: Andrus Ansip, 1956년 10월 1일~)는 에스토니아의 정치인으로 2005년부터 2014년까지 제16대 에스토니아의 총리로 재직하였다.
자유방임주의 정당인 에스토니아 개혁당(에스토니아어: Reformierakond)의 당 대표이며, 1991년까지 에스토니아 공산당의 당원으로 활동하였다.